# Кринічно (Тшебницький повіт)
Кринічно (пол. Kryniczno) — село в Польщі, у гміні Вішня-Мала Тшебницького повіту Нижньосілезького воєводства.
Населення — 468 осіб (2011).
У 1975-1998 роках село належало до Вроцлавського воєводства.

## Демографія
Демографічна структура станом на 31 березня 2011 року:
|          | Загалом | Допрацездатний вік | Працездатний вік | Постпрацездатний вік |
| -------- | ------- | ------------------ | ---------------- | -------------------- |
| Чоловіки | 226     | 54                 | 157              | 15                   |
| Жінки    | 242     | 51                 | 154              | 37                   |
| Разом    | 468     | 105                | 311              | 52                   |